# 田中馨
田中 馨（たなか けい、1981年3月29日 - ）は、日本の作曲家、編曲家、ベーシスト。器楽曲バンド SAKEROCK（2015年に解散） のメンバーとして主にベース・作曲を担当していた。
現在は ショピン （コントラバス・ソノタ担当）やトクマルシューゴ&ザ・マジックバンド（ベース担当）のメンバーとして活動しているほか、サポートミュージシャン・編曲家・作曲家として舞台、映画、CMなどの音楽を手がけている。

## 略歴
神奈川県横浜市出身。北海道函館市育ち。自由の森学園中学校・高等学校卒業。牡羊座、A型。2000年より SAKEROCKのメンバーとして音楽活動開始。2006年に ショピン 結成。2009年、以前にも参加していたトクマルシューゴ＆ザ・マジックバンドに復帰。2011年12月、SAKEROCKを脱退し、2015年発表のラストアルバム「SAYONARA」で復帰。
2012年11月、自身のバンドとしてHei Tanakaと、ショピンの野々歩とユニット｢チリンとドロン｣を、2013年に遊びの教室「ロバート･バーロー」を結成する。
日本酒好き。

## 活動
田中馨名義の活動を記載。SAKEROCK、ショピン、Hei Tanakaのリリース作品は各記事を参照。

### アルバム
- ほぼ日刊イトイ新聞「LIFE　なんでもない日、おめでとう!の音楽。」(2008年) 
  - サウンドトラック収録曲

予告の曲 / ハンバーグ / 豚汁 / トースト / ナポリタン / おはぎ / てんぷらとそうめん / オムライス / ちらしずし / うんどうかいのおべんとう / お花見べんとう / バーベキュー / クリスマス / ホットケーキ
- ほぼ日刊イトイ新聞「LIFE2  なんでもない日、おめでとう!の音楽。」(2009年)
  - サウンドトラック収録曲

クリームシチュー / 焼きそば / 肉じゃが / 牛丼 / 卵焼き / 肉野菜炒め / おでん / 酢豚 / 太巻き寿司 / ごちそう納豆 / フライ / フルーツサンド / 茶わん蒸し

### チリンとドロン
- 「チリンとドロン」(2015年　松本野々歩:うた/フィドル、田中馨:うた/コントラバス/カバキーニョ)

### DVD
- 小田晃生  ｢はつめい大大発表会!!｣（2009年）
- ｢トノフォン･フェスティバル&ソロ 2011｣（2012年）

### 楽曲提供
- 持田香織　2ndソロアルバム「NIU」（2010年　収録曲「春色」作詞・作曲:持田香織　編曲:田中馨）

### 舞台音楽
- 劇団ペンギンプルペイルパイルズ
  - #13 審判員は来なかった（2008年「野村田中の風林火山」【野村卓史（グッドラックヘイワ）との共作】名義）
  - サウンドトラックCD-R収録曲（太字表記曲・田中馨作曲）　※販売終了
    - ボストーク0号 / 水パイプオルガン〜ウオテン / プログレス5号 / 幽体離脱 / 一人でも日本人 / 鉄板ワルツ / クワント9号 / ボスホート10号 / ソユーズ12号 / 電飾ファミリー / スプートニク17号

  - #15 謝罪の罪（2010年）
  - #16 ベルが鳴る前に～Before the Bell～（2012年）
  - #17 cover（再演･2013年）
  - #18 靴（2014年）
- シアターコクーン／Bunkamura製作「女教師（じょきょうし）は二度抱かれた」（2008年 『荒野のバンド』として演奏参加）
- 二人芝居「Griffon」森山未來×菊地凛子+Levi's®　作・演出：倉持裕（2010年6月3日 オープニング曲とエンディング曲を作曲）
- ｢ヴィラ・グランデ 青山～返り討ちの日曜日～｣（2011年）企画:竹中直人×生瀬勝久　作・演出：倉持裕
- 北九州芸術劇場リーディングセッションvol.22「続・世界の日本人ジョーク集」（2013年）原作：早坂隆『続・世界の日本人ジョーク集』　脚本・演出：ノゾエ征爾（はえぎわ）
- 直人と倉持の会 Vol.1「夜更かしの女たち」（2013年）企画：竹中直人　作・演出：倉持裕
- コツブ桃山城「新しい映画｣（2014年）作・演出・監督：高山玲子（コツブ桃山城）
- はえぎわ ｢ハエのように舞い 牛は笑う｣（2014年「田中馨+1」名義）
- つながる音楽劇「麦ふみクーツェ」～everything is symphony!!～（2015年　演奏出演）
- 「気づかいルーシー」（2015年）原作：松尾スズキ　脚本・演出：ノゾエ征爾（はえぎわ）2017年・2022年再演
  - 舞台『気づかいルーシー』サウンドトラック(2015年・会場限定販売）
- 「ボクの穴、彼の穴。」（2016年）原作：デビッド・カリ、イラスト：セルジュ・ブロック、訳：松尾スズキ 翻案・脚本・演出：ノゾエ征爾（はえぎわ）
- 「ボクの穴、彼の穴。」（2016年）原作：デビッド・カリ、イラスト：セルジュ・ブロック、訳：松尾スズキ 翻案・脚本・演出：ノゾエ征爾（はえぎわ）
- 「どこをどうぶつる」（2017年）構成・振付・出演：森下真樹,大植真太郎,田中馨
- 「命売ります」（2018年）原作：三島由紀夫 脚本・演出：ノゾエ征爾（はえぎわ）[1]
- 「ピーター＆ザ・スターキャッチャー」（2020年）原作：デイヴ・バリー、リドリー・ピアスン 
本：リック・エリス 翻訳：小宮山智津子 演出：ノゾエ征爾（はえぎわ）[2]
- 「ぼくの名前はズッキーニ」（2021年）原作：ジル・パリス　脚本・演出：ノゾエ征爾（はえぎわ）
- 「明るい夜に出かけて」（2023年）原作 - 佐藤多佳子　上演台本・演出 - ノゾエ征爾
- 「ガラパコスパコス」（2023年）作・演出：ノゾエ征爾（はえぎわ）
- 音楽劇「死んだかいぞく」（2024年）原作：下田昌克(ポプラ社の絵本『死んだかいぞく』より) 脚本・演出：ノゾエ征爾（はえぎわ）[3]
- はえぎわ25周年記念公演「幸子というんだほんとはね」(2025年)脚本・演出：ノゾエ征爾（はえぎわ）

### 演奏参加
- 二階堂和美 「二階堂和美のアルバム｣（2006年）
- The Phanky OKstra「Drive｣ 1.Drive（2006年）
- HUSKING BEE トリビュート・アルバム「HUSKING BEE」13.The steady-state theory/ハナレグミ（2007年）
- トクマルシューゴ「Exit」（2008年）
- 小田晃生
  - 2ndソロアルバム「発明」（2008年）
  - 3rdソロアルバム「チグハグソングス」（2014年）
- V.A「波音ラヴァーズ～Seasoning of Songs～」（2010年　iTunes Storeで配信限定リリース）
- たゆたう　2ndアルバム「糸波」（2011年）
- 平賀さち枝　1stミニアルバム「23歳」（2012年）
- アットホームミュージック｢くらしの音楽｣1.丸々(オーガニックコットンブランド『メイドインアース』テーマソング)（2012年）
- ソワレ 4thアルバム「Hei!シャンソン」（｢ソワレ&田中馨｣として参加 2014年）
- YankaNoi 1stアルバム「Neuma」（2014年）
- コージーズ(作曲：森ゆに)「こうじのうた｣（2014年）
- 「ホンマツテントウ虫」(「シャキーン!スペシャルアルバム~いってきマーチ!/さ〜YOU!」収録曲・作詞・作曲:佐藤良成(ハンバートハンバート)）（2014年）
- トクマルシューゴ指揮 麦ふみクーツェ楽団「舞台『麦ふみクーツェ』オリジナルサウンドトラック集」（2015年）
- イトケン ソロアルバム「スピーカー」（2015年）

### サポート
- ハナレグミ
- 高田漣
- 二階堂和美
- 蓮実重臣
- MU-STARS
- ロバの音楽座
- オオルタイチ
- 小田晃生
- コケストラ
- jaaja
- ソワレ(シャンソン歌手)
- ひのき屋
- 優河
- 小鳥美術館

### 雑誌等
- シアターガイド2016年5月号
  - 「1テーマ2ジェネレーション」朝比奈尚行×田中馨（テーマ「聴診器」で対談）